# Horrible Science
Horrible Science (Strrraszna nauka/przyroda) – brytyjska seria książek popularnonaukowych wydawana w Polsce w ramach serii Monstrrrualna erudycja. Tematyką serii jest ogólnie pojęta biologia i elementy innych nauk przyrodniczych. Autorem jest Nick Arnold (z wyjątkiem "Ewolucja czy egzekucja" autorstwa Phila Gatesa), a ilustratorem Tony De Saulles. 

## Tomy

### Wydane w Polsce
1. Chemiczny chaos
2. Ewolucja czy egzekucja?
3. Kipiący mózg
4. Kosmos, gwiazdy i zakichani kosmici
5. Księga dziwnych eksperymentów
6. Krew, kości i cała reszta
7. Nieznośna natura
8. Straszliwa prawda o czasie
9. Straszne zwierzęta
10. Śmiertelne choroby
11. Te paskudne robale
12. Wstrząsająca elektryczność
13. Medyczny miszmasz
14. Wielka księga quizów

### Niewydane w Polsce
1. Body Owner's Handbook (Anatomia ludzkiego ciała)
2. Disgusting Digestion (Trawienie)
3. Evil Inventions (Wynalazcy)
4. Fatal Forces (Siły i oddziaływania)
5. The Fearsome Fight for Flight (Historia lotnictwa)
6. Frightening Light (Światło)
7. Killer Energy (Energia, ciepło i termodynamika)
8. Microscopic Monsters (Bakterie i wirusy)
9. Painful Poison (Trucizny)
10. The Seriously Squishy Science Book
11. Smelly Science (ogólnie o przyrodzie)
12. Sounds Dreadful (Dźwięk)
13. The Stunning Science of Everything
14. Suffering Scientists (Naukowcy)
15. Vicious Veg (Rośliny)